# كأس سلوفينيا 1992–93
كأس سلوفينيا 1992–93 هو موسم من كأس سلوفينيا. كان عدد الأندية المشاركة فيه 32، وفاز فيه نادي ليوبليانا الأولمبي لكرة القدم ‏.